# Puente Tampico
El Puente tampico es un Puente atirantado ubicado en la ciudad de Tampico, estado de Tamaulipas, (México) y conecta con el norte de Veracruz por medio de Pueblo Viejo. Fue inaugurado el 17 de octubre de 1988.

## Descripción
Bajo términos de ingeniería civil, el Puente Tampico es un puente tipo puente atirantado cuya longitud es de 1543 metros y 18 metros de ancho, divididos en cuatro carriles y un camellón central. La carretera tiene 55 metros de altura sobre el nivel del río Pánuco y permite el paso de grandes buques hacia el puerto de Tampico ya que su claro central mide 360 metros. Sus dos torres alcanzan los 110 metros de altura y posee dos pasos peatonales; uno de cada lado.
Comunica a los estados de Tamaulipas y Veracruz por medio de los Municipios de Tampico, Tamaulipas y Pueblo Viejo, Veracruz.
Esta obra que refleja un esfuerzo notable de ingeniería mexicana. Ganó en 1988 el Premio Internacional Puente de Alcántara sobre 36 obras similares construidas en España y Portugal.

## Los Tirantes
El puente tiene la misma cantidad de tirantes por el lado de Tamaulipas que por el lado de Veracruz de Ignacio de la Llave: 22 de cada torre, 44 en total.

## Galería

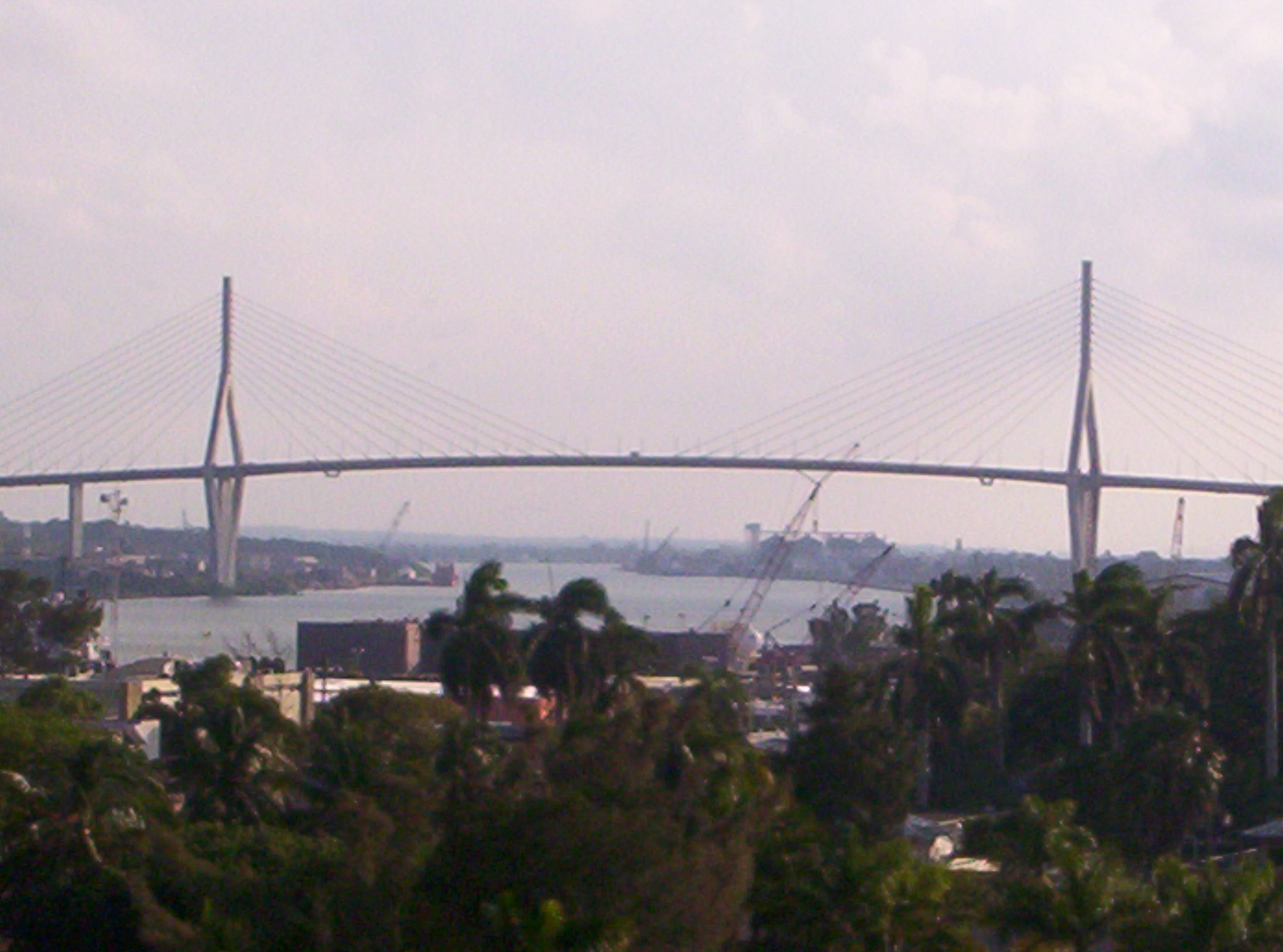
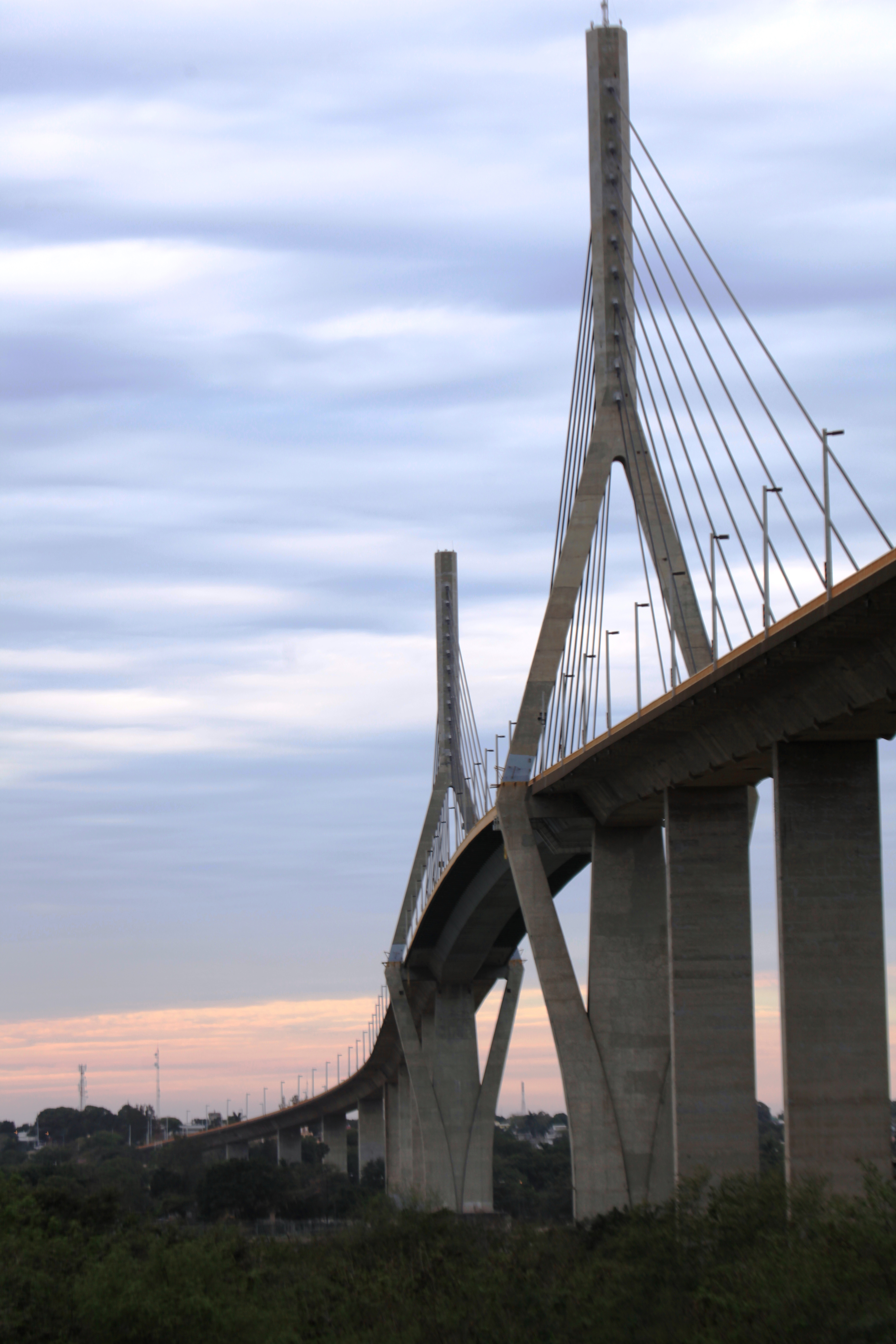
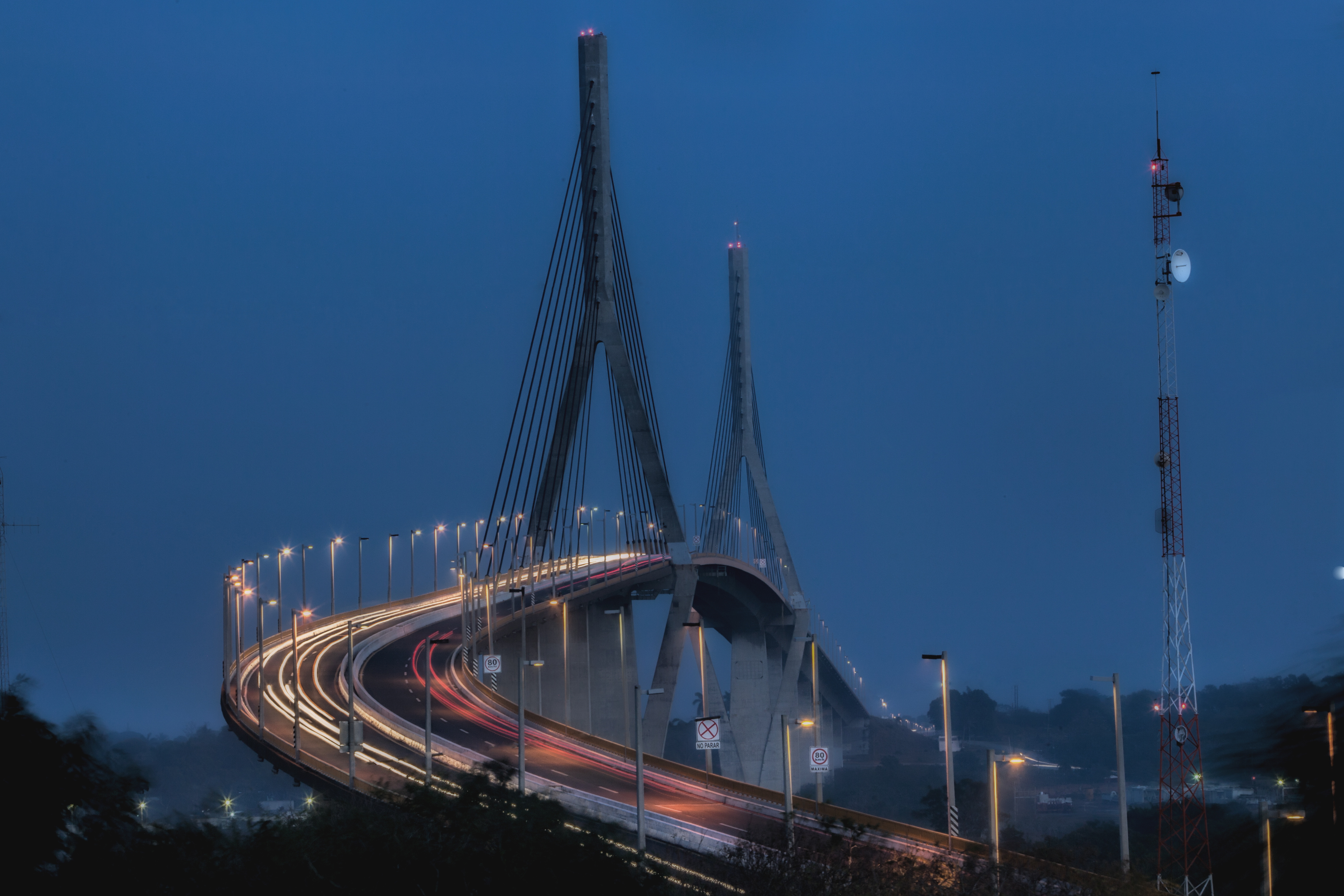
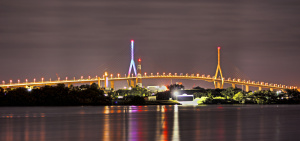
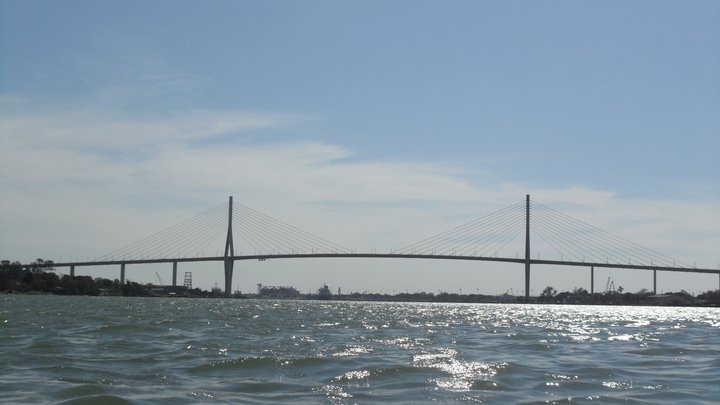